# (17637) Blaschke
(17637) Blaschke ist ein Asteroid des Hauptgürtels, der am 11. August 1996 vom italoamerikanischen Astronomen Paul G. Comba am Prescott-Observatorium (IAU-Code 684) in Arizona entdeckt wurde.
Der Asteroid wurde nach dem österreichischen Mathematiker Wilhelm Blaschke benannt.